# Wayne Simmonds
Wayne Simmonds (* 26. srpna 1988, Toronto, Ontario) je kanadský hokejový útočník hrající v týmu Toronto Maple Leafs v severoamerické lize NHL. Spoluhráči mu říkají Simmer nebo také Night train, což v překladu znamená Noční vlak.
V době výluky NHL v sezóně 2012-13 hrál za klub Bílí Tygři Liberec, kde v šesti duelech nasbíral 6 bodů za 4 góly a 2 asistence.
V Liberci s ním nastupoval také jeho kamarád, kanadský útočník Chris Stewart.
Wayne Simmonds má také v Americe svou nadaci. Jmenuje se TheWayneTrain.

## Ocenění a úspěchy
- 2008 OHL – Třetí All-Star Tým
- 2017 NHL – All-Star Game + nejužitečnější hráč
- 2019 NHL – Mark Messier Leadership Award

## Prvenství

### NHL
- Debut – 11. října 2008 (San Jose Sharks proti Los Angeles Kings)
- První gól – 14. října 2008 (Los Angeles Kings proti Anaheim Ducks, kanadskému brankáři Jean-Sébastien Giguère)
- První asistence – 17. října 2008 (Los Angeles Kings proti Carolina Hurricanes)
- První hattrick – 20. dubna 2013 (Carolina Hurricanes proti Philadelphia Flyers)

### ČHL
- Debut – 23. října 2012 (HC Sparta Praha proti Bílí Tygři Liberec)
- První gól – 26. října 2012 (Bílí Tygři Liberec proti HC Mountfield, českému brankáři Ondřeji Pavelecovi)
- První asistence – 26. října 2012 (Bílí Tygři Liberec proti HC Mountfield)

## Klubové statistiky
| Sezóna      | Klub                        | Soutěž      |      | Základní část | Základní část | Základní část | Základní část | Základní část |   | Play off | Play off | Play off | Play off | Play off |
| Sezóna      | Klub                        | Soutěž      | Z    | G             | A             | B             | TM            | Z             | G | A        | B        | TM       |          |          |
| 2006–07     | Owen Sound Attack           | OHL         | 66   | 23            | 26            | 49            | 112           | 4             | 1 | 1        | 2        | 4        |          |          |
| 2007–08     | Owen Sound Attack           | OHL         | 29   | 17            | 22            | 39            | 43            | —             | — | —        | —        | —        |          |          |
| 2007–08     | Sault Ste. Marie Greyhounds | OHL         | 31   | 16            | 20            | 36            | 68            | 14            | 5 | 9        | 14       | 22       |          |          |
| 2008–09     | Los Angeles Kings           | NHL         | 82   | 9             | 14            | 23            | 73            | —             | — | —        | —        | —        |          |          |
| 2009–10     | Los Angeles Kings           | NHL         | 78   | 16            | 24            | 40            | 116           | 6             | 2 | 1        | 3        | 9        |          |          |
| 2010–11     | Los Angeles Kings           | NHL         | 80   | 14            | 16            | 30            | 75            | 6             | 1 | 2        | 3        | 20       |          |          |
| 2011–12     | Philadelphia Flyers         | NHL         | 82   | 28            | 21            | 49            | 114           | 11            | 1 | 5        | 6        | 38       |          |          |
| 2012–13     | ETC Crimmitschau            | ESBG        | 9    | 4             | 10            | 14            | 35            | —             | — | —        | —        | —        |          |          |
| 2012–13     | Bílí Tygři Liberec          | ČHL         | 6    | 4             | 2             | 6             | 4             | —             | — | —        | —        | —        |          |          |
| 2012–13     | Philadelphia Flyers         | NHL         | 45   | 15            | 17            | 32            | 82            | —             | — | —        | —        | —        |          |          |
| 2013–14     | Philadelphia Flyers         | NHL         | 82   | 29            | 31            | 60            | 106           | 7             | 4 | 1        | 5        | 20       |          |          |
| 2014–15     | Philadelphia Flyers         | NHL         | 75   | 28            | 22            | 50            | 66            | —             | — | —        | —        | —        |          |          |
| 2015–16     | Philadelphia Flyers         | NHL         | 81   | 32            | 28            | 60            | 147           | 6             | 0 | 2        | 2        | 13       |          |          |
| 2016–17     | Philadelphia Flyers         | NHL         | 82   | 31            | 23            | 54            | 122           | —             | — | —        | —        | —        |          |          |
| 2017–18     | Philadelphia Flyers         | NHL         | 75   | 24            | 22            | 46            | 57            | 6             | 0 | 2        | 2        | 6        |          |          |
| 2018–19     | Philadelphia Flyers         | NHL         | 62   | 16            | 11            | 27            | 90            | —             | — | —        | —        | —        |          |          |
| 2018–19     | Nashville Predators         | NHL         | 17   | 1             | 2             | 3             | 9             | 2             | 0 | 0        | 0        | 0        |          |          |
| 2019–20     | New Jersey Devils           | NHL         | 61   | 8             | 16            | 24            | 64            | —             | — | —        | —        | —        |          |          |
| 2019–20     | Buffalo Sabres              | NHL         | 7    | 0             | 1             | 1             | 2             | —             | — | —        | —        | —        |          |          |
| 2020–21     | Toronto Maple Leafs         | NHL         | 38   | 7             | 2             | 9             | 45            | 7             | 0 | 1        | 1        | 2        |          |          |
| 2021–22     | Toronto Maple Leafs         | NHL         | 72   | 5             | 11            | 16            | 96            | 2             | 0 | 0        | 0        | 14       |          |          |
| 2022–23     | Toronto Maple Leafs         | NHL         | 18   | 0             | 2             | 2             | 49            | —             | — | —        | —        | —        |          |          |
| NHL celkově | NHL celkově                 | NHL celkově | 1037 | 263           | 263           | 526           | 1313          | 53            | 8 | 14       | 22       | 122      |          |          |

## Reprezentace
| Rok                       | Tým                       | Soutěž                    | Z  | G | A | B | TM |
| ------------------------- | ------------------------- | ------------------------- | -- | - | - | - | -- |
| 2008                      | Kanada 20                 | MSJ                       | 7  | 1 | 0 | 1 | 4  |
| 2013                      | Kanada                    | MS                        | 8  | 1 | 0 | 1 | 2  |
| 2017                      | Kanada                    | MS                        | 10 | 0 | 2 | 2 | 4  |
| Juniorská kariéra celkově | Juniorská kariéra celkově | Juniorská kariéra celkově | 7  | 1 | 0 | 1 | 4  |
| Seniorská kariéra celkově | Seniorská kariéra celkově | Seniorská kariéra celkově | 18 | 1 | 2 | 3 | 6  |